# Two Bridges (Manhattan)
Two Bridges é um bairro em Manhattan, Nova York, situado no extremo sul do Lower East Side e Chinatown, na orla do Rio East, perto das bases da Ponte do Brooklyn e da Ponte de Manhattan. O bairro foi considerado parte do Lower East Side durante grande parte de sua história. Two Bridges é tradicionalmente um bairro de imigrantes, anteriormente habitado por imigrantes da Europa e, mais recentemente, da América Latina e China. O Distrito Histórico de Two Bridges foi listado no Registro Nacional de Locais Históricos em setembro de 2003.
Two Bridges tem uma mistura de prédios em estilo cortiço e prédios altos que incluem empreendimentos de renda mista e de baixo custo, bem como habitações públicas fornecidas pela New York City Housing Authority (NYCHA).

## Demografia
Segundo o censo nacional de 2020, a sua população é de 30 499 habitantes e houve um decréscimo populacional na última década de -1,1%.
Residentes abaixo de 18 anos de idade representam 14,7%. Foi apurado que 20,0% são hispânicos ou latinos (de qualquer raça), 9,6% são brancos não hispânicos, 8,5% são negros/afro-americanos não hispânicos, 59,7% são asiáticos não hispânicos, 0,6% são de alguma outra raça não hispânica e 1,6% são não hispânicos de duas ou mais raças.
Possui 14 089 residências, um aumento de 22,6% em relação ao censo anterior, onde deste total, 9,0% das unidades habitacionais estão desocupadas. A média de ocupação é de 2,4  pessoas por residência.